# Janez Drnovšek
Janez Drnovšek (IPA: janɛz dərnɒuʃək), slovenski ekonomist, bivši predsednik Slovenije in Jugoslavije in državnik, * 17. maj 1950, Celje, † 23. februar 2008, Zaplana.
Rodil se je v Celju, odraščal v vasi Kisovec blizu Zagorja ob Savi. Doktoriral je iz ekonomije in kasneje deloval v različnih podjetjih in v diplomaciji. Aktiven je bil že v jugoslovanski politiki; bil je slovenski delegat Zbora republik in pokrajin Socialistične federativne republike Jugoslavije, leta 1989 pa postal tudi član predsedstva države, maja istega leta pa tudi predsednik predsedstva.
Po osamosvojitvi Slovenije je leta 1992 postal predsednik Liberalne demokracije Slovenije, istega leta pa tudi predsednik Vlade Republike Slovenije. Leta 2002 je bil izvoljen na mesto predsednika republike, kjer je ostal en mandat, za vnovično kandidaturo pa se ni odločil. Umrl je 23. februarja 2008 zaradi raka. Bil je znan po svojem humanitarnem delu, duhovnosti in mestoma nekonvencionalnosti.

## Mladost
Janez Drnovšek se je rodil v Celju, odraščal pa je v mestecu Kisovec v Občini Zagorje ob Savi, kjer je bil njegov oče Viktor (1925–2005) vodja rudnika, mati Silva (1921–1976) pa gospodinja. Drnovšek je leta 1973 diplomiral iz ekonomije na Univerzi v Ljubljani.
Nekaj časa je delal kot pripravnik v banki Le Havre. Leta 1975 je pri 25 letih postal finančnik v SGP Beton Zagorje, gradbenem podjetju. Dve leti kasneje je leto dni deloval tudi kot ekonomski svetovalec na jugoslovanskem veleposlaništvu v Kairu.
Leta 1981 je zagovarjal magistrsko nalogo na temo analize organizacijskega razvoja tipičnega gradbenega podjetja. V začetku 80. let 20. stoletja je bil zaposlen kot direktor Ljubljanske banke v Trbovljah. Leta 1986 je na Univerzi v Mariboru doktoriral s temo Mednarodni denarni sklad in Jugoslavija.

## Politika
Leta 1986 je postal slovenski delegat Zbora republik in pokrajin SFRJ; to dolžnost je opravljal do leta 1989, ko je bil izvoljen za člana predsedstva SFRJ. 15. maja 1989 je postal tudi predsednik Predsedstva SFRJ; dolžnost predsednika je opravljal eno leto, do 15. maja 1990. 1992 je postal predsednik stranke Liberalna demokracija Slovenije (LDS), kar je ostal do 2003. 

### Predsednik vlade
Na državnozborskih volitvah leta 1992 je LDS pod Drnovškovim vodstvom osvojila največ glasov - 23,46 odstotkov. S krščanskimi demokrati, Združeno listo socialnih demokratov (ZLSD) in Socialdemokratsko stranko Slovenije (SDSS) je Janez Drnovšek oblikoval koalicijo in 14. maja 1992 postal predsednik Vlade Republike Slovenije. Leta 1994 se je LDS povečala s pripojitvijo Demokratske stranke Igorja Bavčarja, Socialistične stranke Slovenije Viktorja Žaklja in stranko Zelenih - ekološko socialno stranko Petra Tanciga. V tem parlamentarnem mandatu je vodil dve vladi - 2. Vlado Republike Slovenije od 14. maja 1992 do 25. januarja 1993 in 3. Vlado Republike Slovenije od 25. januarja 1993 do 27. februarja 1997.
Na volitvah leta 1996 je LDS znova osvojila največ glasov, 27,01 odstotka. Drnovšek je bil znova izvoljen na mesto predsednika vlade, a nato vladna ekipa ni dobila dovolj glasov v parlamentu. Ponovno je poskusil v koaliciji s Slovensko ljudsko stranko (SLS) in Demokratično stranko upokojencev Slovenije (DeSUS). Ta vlada je prisegla 27. februarja 1997.  Aprila 1998 je opozicijska Slovenska demokratska stranka zoper Drnovška vložila ustavno obtožbo. Očitala mu je podpis zaupnega varnostnega sporazuma med Slovenijo in Izraelom. Drnovšek se je odzval, da podpis ni škodil interesom Slovenije. Ustavna obtožba v parlamentu kasneje ni bila potrjena. To je bila tudi vlada v zgodovini samostojne Slovenije, proti kateri je bila vložena interpelacija, ki je bila nato potrjena v Državnem zboru, zaradi česar je tretja Drnovškova vlada 7. junija 2000 padla. Novo vlado je nato sestavil Andrej Bajuk.
Bajukova vlada je na položaju ostala do novembra istega leta. 15. oktobra 2000 je LDS na državnozborskih volitvah prejela 36,26 odstotka glasov, Drnovšek pa je bil znova izvoljen na položaj predsednika vlade, ki so jo poleg LDS sestavljale še stranke ZLSD, SKD+SLS in DeSUS. Med glavnimi cilji te vlade je bil vstop Slovenije v Evropsko unijo in zvezo NATO - oboje se je nato zgodilo leta 2004.
Na položaju predsednika vlade in stranke LDS je Drnovšek ostal do izvolitve na mesto predsednika republike leta 2002. Na obeh mestih ga je nasledil Anton Rop.

### Predsednik republike
Leta 2002 je Drnovšek napovedal kandidaturo za predsednika republike. V prvem krogu je prejel 44,39 odstotka glasov. V drugem krogu se je 1. decembra leta 2002 pomeril z Barbaro Brezigar in prejel 56,52 odstotka glasov ter bil izvoljen na položaj predsednika Republike Slovenije s predvidenim koncem mandata leta 2008. Marca 2004 je bil imenovan za častnega senatorja Evropske akademije znanosti in umetnosti.
30. januarja 2006 je po 14 letih formalno izstopil iz stranke LDS. Kot razlog je navedel, da se želi popolnoma posvetiti novoustanovljenemu civilno-družbenemu Gibanju za pravičnost in razvoj. V letih 2003–2005 je organiziral deset Pogovorov o prihodnosti Slovenije pri predsedniku republike. Opredelil jih je kot »..vrsto razprav, ki jih bo spodbujal in moderiral predsednik republike s skupino slovenskih razumnikov«, namenjenih »...strateškim vprašanjem razvoja Slovenije v 21. stoletju«.
23. aprila 2007 je uradno sporočil, da se na naslednjih predsedniških volitvah ne namerava potegovati za drugi mandat.

## Humanitarna dejavnost
Janez Drnovšek je bil pobudnik in predsednik Gibanja za pravičnost in razvoj.

## Zasebno življenje
Leta 1999 so mu odkrili raka na ledvicah, nakar so mu odstranili eno ledvico.
Decembra 2005 je potrdil, da ima poleg sina Jaše tudi izvenzakonsko hčer, skladateljico Nano Forte.
17. januarja 2006 je v intervjuju za hrvaški časnik Nacional izjavil, da so mu leta 2001 odkrili novonastale metastaze na pljučih, pozneje pa še na jetrih; proti raku se je do januarja 2004 boril z alternativno medicino ter se pred tem predvsem iz zdravstvenih razlogov odrekel uživanju mesa (bil je namreč vegetarijanec), nato pa opustil vsakršno zdravljenje, kar je sprožilo javno debato o odgovornosti politikov do svojega zdravja. Na koncu je 25. oktobra 2007 ob otvoritvi novega Onkološkega inštituta v Ljubljani dejal, da je onkološko zdravljenje raka edina učinkovita metoda.

### Smrt
Janez Drnovšek je umrl dva meseca po končanem mandatu predsednika republike, 23. februarja 2008 doma na Zaplani po dolgem boju z rakom. Umrl je teden dni po tem, ko se je 17. februarja 2008 v javnosti, na spletnih forumih in različnih spletnih straneh pojavila nepreverljiva vest o njegovi smrti, ki je njegov kabinet ni komentiral. Kmalu po smrti so njegovo telo upepelili. Pokopan je bil v ožjem družinskem krogu v Zagorju ob Savi.